# Puni Puni Poemy
Puni Puni Poemy (ぷにぷに☆ぽえみぃ, Puni Puni ☆ Poemii) er en animeserie i to afsnit lavet som OVA (direkte-til-video). Serien er et spin-off af manga- og animeserien Excel Saga, fra hvilken den har arvet nogle af bifigurerne og mange af folkene bag, især instruktøren Shinichi Watanabe. Ligesom Excel Saga er den en parodi på andre animeer, mangaer og forskellige dele af populærkulturen, om end det i dette tilfælde er magisk pige-genren, der står for det primære fokus og generelle struktur. Serien var oprindelig en intern joke i et afsnit af Excel Saga, men Watanabe besluttede at føre joken til den mest ekstreme logiske konklusion og lave en rigtig serie.
Serien er ikke oversat til dansk men foreligger til gengæld på dvd med engelsk tale og undertekster. Serien er uegnet for børn.

## Afsnit

### Afsnit 1 – Poemy is in a Bad Mood
Prolog: Mage Queen ser på Jorden og taler om sin potentielle magt, alt imens Puni Puni Poemy kæmper sig vej frem til hende forbi forskellige magiske piger. Da hun kommer frem vil Mage Queen vide, hvad Puni Puni Poemy vil med Jorden, "fordi du er Jorden".
Efter introen: Den hurtigtsnakkende overenergiske 4. klasses elev Poemy Watanabe er tidligt oppe og har fuld fart på, for hun vil være tegnefilmsdubber, hvilket hun højlydt proklamerer seks gange i løbet af afsnittet. Først gælder det dog skolen, hvor dagen ikke går helt som ønsket. Godt nok er hun den første til at møde (bortset fra Futaba Aasu der overnattede i klasselokalet for at bevidne det), men verdensfjernhed og træthed giver nogle uheldige indtryk, og bagefter er hendes løbehjul stjålet – igen. Det er dog Poemys mindste problem, for et robotlignende rumvæsen har efter en kamp lagt hendes hus i ruiner og dræbt og korsfæstet hendes forældre samt robothund for at berede for en invasion.
Poemy flytter ind hos Futaba og hendes seks søstre, der efter en højlydt diskussion vælger at acceptere hende. Men der bliver kun tid til deres obligatoriske gruppebad, bortskræmningen af en rumvæsen-lurer og en aktiv nat i sengen, før byen næste dag angribes af en kæmpe rumvæsenrobot. Det viser sig, at Aasu-søstrene hemmeligt er en gruppe af superheltinder dedikeret til beskyttelse af Jorden. Uheldigvis er deres kræfter beregnet til forvar hvis da ikke helt nyttesløse, så robotten har ingen problemer med at overvinde dem. Men imidlertid har søstrenes far givet Poemy en magisk fisk, der forvandler hende til den offensive Puni Puni Poemy. Efter en typisk magisk pige-forvandling dropper hun imidlertid magien og angriber robotten med de bare næver.

### Afsnit 2 – With a Dream Greater Than Earth
Nu kropsliggørende selve Jordens vilje bruger den energiske Poemy sine nye kræfter til at gennemskære rumvæsenrobotten, forfølge sin karriere som tegnefilmsdubber, hvilket hun refererer højlydt til ni eller ti gange i løbet af afsnittet, og rette ting hun mener forkerte. Resultaterne er dog værre end forbrydelserne. Således får en nation, der taler grøntsagssprog, hele landet destrueret af det atommissil, de lige afsendte, mens en otaku, der spiller ecchi-computerspil om eftermiddagen, får halsen brækket, da Poemy mener den slags hører hjemme om natten. Poemy bekymrer sig dog mest om, at der aldrig kommer en sms fra skolekammeraten K, som hun elsker. Aasu-søstrene er til gengæld ikke begejstrede for, at en ny magisk pige blander sig i deres anliggender. En kort konfrontation mellem Poemy og søstrene leder dem til opdagelse af hendes identitet, og det sammen med endnu en gruppebad gør forholdet godt igen.
Men næste morgen går rumvæsenernes invasion ind i sin endelige fase, da en enorm dødstjerne omslutter planeten. Aasu-søstrene bliver taget til fange, før de når at gribe ind, men Poemy, der er til prøve som tegnefilmsdubber, bliver bogstavelig talt hevet til hjælp. Det viser sig, at K til sin egen overraskelse er et rumvæsen, og nu leder han invasionen, der fokuserer på udnyttelse af japanske kvinder i hentai-stil. Poemy kan godt se fidusen, men de tilfangetagne Aasu-søstre er skrækslagne. De planer bliver der dog ikke noget af, for dels viser K's to rumvæsenrobotter sig at være Poemys forældre i forklædning og kureret med akupunktur, og dels forener Poemy og Futaba deres kræfter og bringer derved fred til Jorden. Poemys drøm om at blive tegnefilmsdubber går på en måde også i opfyldelse, i det hendes dubber Yumiko Kobayashi jo har dubbet de to afsnit, men uheldigvis for hende er serien ikke længere.

## Figurer
- Poemy "Kobayashi" Watanabe (ワタナベぽえみ, Watanabe Poemi) alias Puni Puni Poemy – Stemme: Yumiko Kobayashi 
Seriens hovedperson, en 10-årig usædvanlig hyperaktiv hurtigsnakkende pige. Hun er i øvrigt forholdsvis normal – hun er en ivrig 4. klasses elev, hun er forelsket i den mest populære elev i klassen, og hun vil virkelig, virkelig gerne være tegnefilmsdubber. Eller rettere sagt, hun ville være forholdsvis normal, hvis hun ikke var så dårlig til at blive i rollen, at hun gennembryder den fjerde væg ved konstant at referere til sig selv med hendes egen dubbers navn, Yumiko Kobayashi. Hun er den adopterede datter af Nabeshin (som hun omtaler som "Instruktøren", siden det faktisk er ham, der spiller ham) og hans kone, Kumi-Kumi, men da de omkommer sammen med deres robothund ved et angreb af rumvæsener, flytter hun ind hos sin bedste veninde Futaba Aasu. 
Da en rumvæsenrobot angriber byen følger Poemy Futaba i kamp, da hun støder ind i mystisk og tavs shamisen-spillende mand, som giver hende en fisk, der stinker. Ved at sprætte fisken forvandles den imidlertid til en stav, der forvandler Poemy til Puni Puni Poemy, en magisk pige kropsliggørende selve Jordens vilje med masser af traditionelle superkræfter, der viser sig tilstrækkelige til at destruere robotten og gøre op med ondskab Jorden rundt.

- Shinichi "Nabeshin" Watanabe (ワタナベシンイチ Watanabe Shin'ichi, ナベシン Nabeshin) – Stemme: Shinichi Watanabe 
Nabeshin er det animerede alter-ego af instruktøren Shinichi Watanabe, som tidligere optrådte i Puni Puni Poemys forgænger, Excel Saga. Ved slutningen af den serie giftede han sig med Kumi-Kumi, og ved starten har de en adopteret 10-årig datter, Poemy (som i hendes konstante manglende evne til at skelne seriens fiktion bliver ved at referere til sin far som "Instruktøren"). Men det er stadig "business as usual" for Nabeshin, da han finder sig selv opsporet af et ondt rumvæsen med ejendommelige kønsorganer. Han har evnen til at udsende masser af små superdeforme versioner af sig selv fra sit afrohår.

- Kumi-Kumi (クミクミ, Kumi-Kumi) 
Kumi-Kumi var, da hun introduceredes i Excel Saga, en simpel bjergpige, som reddede Nabeshin fra en lavine og forsøgte at give ham suppe. Men Nabeshin har det ikke godt med varm mad, så han afslog, blot for at have hende til at jage sig gennem resten af serien. Han gav til sidst efter og giftede sig med hende i seriens sidste afsnit. Ved starten af Puni Puni Poemy har hun og Nabeshin nu Poemy som deres adoptivdatter. Trods at hun bliver dræbber dræbt af et rumvæsen sammen med Nabeshin, er Kumi-Kumi i stand til at redde dem med akupunktur, fordi han, når alt kommer til alt, er Den Store Instruktør a la Great Teacher Onizuka.

- K (K君, K-kun) – Stemme: Ryu Itou 
K er en af Poemys klassekammerater men uheldigvis for Poemy er hendes store kærlighed til ham ikke gengældt. I det andet afsnit opdager K, at han er et rumvæsen, som er blevet opdraget som et mennesker, og han tager ledelsen af invasionen af planeten, som primært drejer sig om at voldtage japanske kvinder, siden transmissioner af hentai har givet rumvæsenener den ide, at det er sådan japanske kvinder virkelig er. Uheldigvis for rumvæsenerne består Prins K's krop udelukkende af tentakler. Heldigvis for dem (og måske Aasu-søstrene) taler han mere end han handler. 
Prins K og hans familie er parodier på marsfolkene fra spillet Metal Slug. K's families hjem svarer nøje til de fotografier af UFO'er, som George Adamski angiveligt tog i begyndelsen af 1950'erne.

- Mage Queen – Stemme: Yumiko Nakanishi 
En mystisk og mytisk figur, Mage Queens præcise natur er ambivalent. Indledningsvis synes hendes noget truende monolog at vise hende som en fjende af Jorden, men hun hilser imidlertid Puni Puni Poemys ankomst med glæde og ser de invaderende rumvæsener som en trussel. Hendes regering som dronning ender hurtigt og tragisk, da en af de to rumvæsen-håndlangere dræber hende.

- Rumvæsen-håndlangere 
 Disse udenjordiske forbrydere klæder sig som farbeblinde alfonser fra livet op og opefter og taler i en udechifrerbar jargon. Deres kønsdele, der ligner små bolde, som hænger ned til deres knæ, kan bruges som forsvarsskjolde på en måde ikke ulig Itsues pisk. Rumvæsen nr. 1 har en testikel, rumvæsen nr. 2 logisk nok to. Der bliver ikke givet nogen årsag til denne anatomiske forskel, der giver anledning til nogen morskab. Ingen af dem er dog i sidste ende, hvem de ser ud til at være. Rumvæsen nr. 1 tilbringer en stor del af sin tid med at hænge ud hos Aasu-familien stort set ubemærket.

### Aasu-søstrene
Futaba er en af de syv Aasu-søstre, beskytterne af selve Jorden. Aasu er den japanske udtale af Jorden, og hver af søstrenes navne er afledt af tal i omvendt orden med den yngste som 1 og så fremdeles. Alle pigerne har imponerende magiske kræfter, men da de er af ren defensiv natur, er familien ubrugelig som en offensiv enhed. Det er værd at bemærke, at aasu også er det japanske ord for røv, hvilket i den engelske oversættelse gav anledning til ordspil med det tilsvarende engelske ord arse, så som fortællerens beskrivelse af "The Peace of Aasu" (direkte oversat "Aasu fred" eller "røvens fred" alt efter hvordan man vælger at tolke det).
- Nanase Aasu (我々守ななせ, Aasu Nanase) – Stemme: Aya Hisakawa 
Med sine 28 år er Nanase den ældste søster, der arbejder med data på et kontor. Hendes kraft er Blomsternes Jorddans, evnen til at skabe en virvelvind af blomster med absolut ingen virkning. Der er mange hints til, at hun kunne tænke sig at være transseksuel. Hendes navn er afledt af nana, det japanske ord for syv (der også kaldes shichi).

- Mutsumi Aasu (我々守むつみ, Aasu Mutsumi) – Stemme: Tomoko Kawakami 
Mutsumi er 22 år og taler til sin egen overraskelse med Kansaidialekt uden nogen klar årsag. Hun har noget af et kompleks om størrelsen på sine bryster og har formentlig den mest nyttesløse kraft af alle syv søstre, evnen til at falde sikkert ned. Hendes navn er afledt af mutsu, det japanske ord (der også kaldes roku).

- Itsue Aasu (我々守いつえ, Aasu Itsue) – Stemme: Kotono Mitsuishi 
Den 19-årige Itsue arbejder sin vej gennem gymnasiet som en dominatrix og er tilbøjelig til flittig brug af fysisk afstrafning af sine søstre, når hun bliver sur. Hendes superkraft, Jordbarriereskjoldet er formentlig den mest praktiske af søstrenes kræfter, da den gør det muligt for hende at skabe et beskyttende energiskjold. Ved den lejlighed hun bruger den, fokuserer hun evnen gennem sit liv og spinner den over hovedet skabende en kuppel. Hendes navn er afledt af itsu, det japanske ord for fem (der også kaldes go).

- Shii Aasu (我々守思惟, Aasu Shii) – Stemme: Omi Minami 
Det er ikke svært at få øje på 18-årige Shiis mest bemærkelsesværdige træk – hendes kolossale bryster. Hun omtaler ofte hvor tunge de er og kender deres præcise vægt (8000 gram hver). De er problematiske i hende daglige liv og nødvendiggør, at hun ofte hviler dem på hvad, der nu er for hånden så som familiens kat (der blev kvalt derved) og hendes nye yndlingssted, Poemys hoved. Hendes kraft er Jordhelbredelse. Hendes navn er afledt af shi, det japanske ord for fire. Shii svarer til Hyatt fra Excel Saga, og begge figurer har da også den samme dubber.

- Mitsuki Aasu (我々守みつき, Aasu Mitsuki) – Stemme: Atsuko Enomoto 
Mitsuki er 15 år, sød og energisk og synes at spille en aktiv rolle i den daglige husholdning. Hendes kraft er den imponerende men ikke just brugbare Jordacceleration, der gør det muligt for hende at løbe med høj hastighed. Hendes navn er afledt af mittsu, det japanske ord for tre (der også kaldes san).

- Futaba Aasu (我々守ふたば, Aasu Futaba) – Stemme Yuka Imai 
Poemys klassekammerat og bedste ven er vanvittigt forelsket i hende – en faktum som Poemy (normalt) ikke ænser. Futabas kraft gør det muligt for hende at pacificere fjendtlige væsener og gøre dem glade og harmløse. Reddet fra rumvæsenernes klør af Poemy kombinerer hun denne kraft med Poemys, og da Poemy reprænsenterer Jorden, pacificerer dette Jordens befolkning resulterende i verdensfred. Hendes navn er afledt af futa, det japanske ord for to (der også kaldes ni). 
Futaba er en parodi på Tomoyo Daidouji fra Cardcaptor Sakura; udover at ligne hende af udseende er hun forelsket i sin bedste veninde/den magiske pige ligesom Tomoyo. Den eneste forskel er, at Futaba er jealous på Poemys kærlighed, hvor Tomoyo støtter Sakuras kærlighed. Men helt i seriens ånd går Futabas fantasier dog langt videre...

- Hitomi Aasu (我々守ひとみ, Aasu Hitomi) – Stemme: Satomi Korogi 
Den yngste af Aasu-søstrene, kun tre år gamle Hitomi har travlt med at vokse op (og få bryster). Hun har en kraftfuld ufejlbarlig forudvidende kraft, der gør det muligt for hende at forudse rumvæsenernes invasion (da den er forestående) og til at annoncere det åbenlyse (da robotten står foran hende). Hun er dog ikke helt pottetrænet. Hendes navn er afledt af hito, det japanske ord for et (der også kaldes ichi).